# Alberto Dallolio
Alberto Dallolio (Bologna, 28 gennaio 1852 – Bologna, 17 gennaio 1935) è stato un politico e storico italiano.

## Biografia
Uomo politico liberale moderato, si riconobbe nell'attività dell'Associazione costituzionale delle Romagne fondata da Minghetti, del Comitato liberale permanente e dell'Unione monarchico liberale. Rimase ininterrottamente in consiglio comunale a Bologna per ventisette anni, ne fu sindaco e assessore.
Nel 1908 venne nominato senatore. Ebbe un ruolo importante nello sviluppo urbanistico di Bologna e, come senatore, seguì la realizzazione della ferrovia direttissima Firenze-Bologna. Attivo interventista, assunse dopo la guerra posizioni nazionaliste e in seguito appoggiò il Fascismo.
Fu Presidente del consiglio di amministrazione della casa editrice Zanichelli. Studioso del Risorgimento, nel 1908 fondò il comitato romagnolo della Società nazionale per la storia del Risorgimento, e su sua iniziativa venne fondato il Museo civico del Risorgimento di Bologna. Donò alla Biblioteca Comunale dell'Archiginnasio i suoi libri e opuscoli.
È sepolto nel cimitero monumentale della Certosa di Bologna, all'arco 122/4, nel lato nord-est del Chiostro V o Maggiore.